# Festival bunjevački’ pisama 2009.
Festival bunjevački’ pisama 2009. bio je deveto izdanje tog festivala. 
Festival se održao 25. rujna 2009. po prvi puta u subotičkoj Dvorani sportova. Glazbenu pratnju je činio Festivalski tamburaški orkestar kojim će ravnati prof. Mire Temunović. Izvelo se 15 pjesama u tradicionalnom duhu koje je izvelo 17 izvođača, među njima i debitanata. 

Kao uvod festivalu je 24. rujna bila V. Smotra dječjih pjevača i zborova na kojoj su sudjelovala djeca od 7 do 15 godina iz Subotice i okolnih naselja. Održala će se u svečanoj dvorani Hrvatskog kulturnog centra «Bunjevačko kolo». Dan prije se za tu djecu održala svečana misa u Katedrali sv. Terezije Avilske. Smotra je imala 16 točaka. Glazbeno ih je pratio Dječji festivalski orkestar kojim je ravnala prof. Mira Temunović. 
Postojao je žiri za najbolji tekst i stručni žiri.

Suci za najbolji tekst (do sada neobjavljen): Katarina Čeliković, Milovan Miković, Tomislav Žigmanov, Ivana Petrekanić Sič i Ljiljana Dulić.

Stručni žiri su činili: Marijana Crnković, Stipan Jaramazović (voditelj subotičkog tamburaškog orkestra), Nataša Kostadinović i Milan Pridraški.

Voditelji programa su bili Marijana Tikvicki i Vladimir Lišić. 

Izvođače je pratio posebno za ovaj festival formirani Festivalski orkestar, čiji sastav su činili učenici subotičke Muzičke škole te nekoliko tamburaša iz okolnih mjesta i manjih tamburaških sastava. Orkestrom je upravljala prof. Mira Temunović. 

Gost na festivalskoj večeri je bio zagrebački sastav "Paganini band", kojeg je vodio subotički violinist Emil Gabrić.
Po ocjeni strukovnih sudaca, pobijedila je pjesma: "Sjećaš li se" (glazba: Filip Čeliković, stihovi: Mirjana Jaramazović, aranžman: Nela Skenderović i Filip Čeliković), a izvela ju je Marija Jaramazović, a glasom i klavirski ju je pratio Filip Čeliković.

Druga nagrada: "Zbogom curice", autora Josipa Franciškovića. Izveo ju je "Ravnica". 

Treća nagrada: "Subotici" (glazba i stihovi: Marjan Kiš, aranžman: Vojislav Temunović). Izvođač: Marjan Kiš uz pratnju (vidi dolje).
Po ocjeni izboru nazočnih gledatelja, gledatelja Televizije K23 te slušatelja Radio Subotice (glasovanje SMS-om i telefonom), najbolja je bila pjesma je pjesma "Subotici" (glazba i stihovi: Marjan Kiš, aranžman: Vojislav Temunović). Pjesmu je izveo Gabrijel Lukač, a vokalno su ga pratile Ágnes Töth, Noémi Tóth i Jelena Bašić Palković, a instrumentalnu pratnju su činile Maja i Martin Nimčević na violinama te na violončelu Katarina Evetović.
Nagrada za najbolji do sada neobjavljeni tekst: Marjan Kiš za pjesmu "Subotici".
Nagrada stručnog žirija za najbolju interpretaciju: Antonija Piuković za izvedbu pjesme "Kaštelj" (glazba, stihovi i aranmžan: Nela Skenderović). 
Nagrada za najboljeg debitanta: Anita Daraboš, koja je izvela pjesmu "Sanjam te" (glazba i aranžman: Marinko Rudić Vranić, stihovi: Anita Daraboš). 
Na ovom festivalu se prvi put dodijelila bisernica. Dobila ju je Martina Dulić, a darovatelj je bio Dubravko Kopilović iz Vinkovaca.